# Siven americký

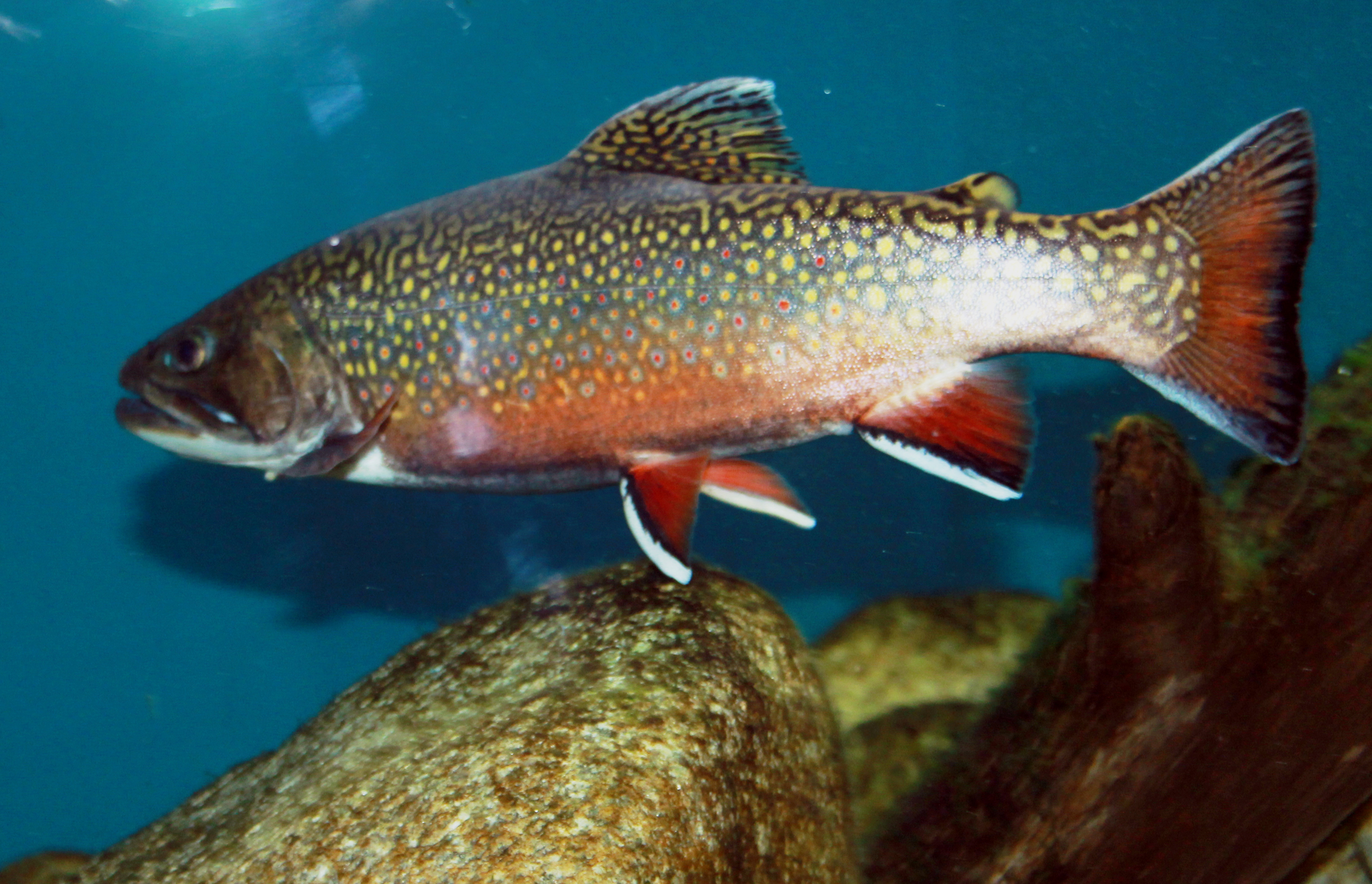
Siven americký

Siven americký (Salvelinus fontinalis; Mitchill 1815) je dravá sladkovodní ryba z čeledi lososovitých. Původně pochází z východní části Severní Ameriky. Z původní oblasti rozšíření byl uměle rozšířen nejen do dalších částí Kanady a USA, ale i dalších světadílů.

## Systematické zařazení
Třída Actinopterygii - paprskoploutví » Řád Salmoniformes - lososotvátní » Čeleď Salminidae - lososovití » Rod Salvelinus - Siven

## Popis
Siven americký má vyšší stranově zploštělé tělo s velkou podlouhlou hlavu s dlouze rozeklanými ozubenými ústy. Je flexibilního pestrého zbarvení v závislosti na lokalitě a roční době. Základní zbarvení hřbetu je olivově zelené s bílým mramorováním. Boky mívá světlejší se žlutavými i červenými skvrnami. Břicho mívá oranžové až načervenalé. Prsní, břišní a řitní ploutve jsou načervenalé a jsou lemované výrazným bílým rámováním. Před ocasní ploutví má malou tukovou ploutvičku, která je znakem lososovitých ryb. V řekách České republiky dorůstá obvykle do délky 30 až 45 cm a hmotnosti 0,30 až 1 kg, v původních oblastech až 90 cm a 6 kg.

## Determinační znaky
Na hřbetě je typická vlnkovitá kresba. Břišní a řitní ploutve mají na vnější straně specifický bílý lem.
Hřbetní ploutev má 3 tvrdé a 8 – 10 měkkých paprsků,  řitní ploutev 3 tvrdé a 8 – 11 paprsků.
V postranní čáře je 180 – 230 šupin, nad postranní čárou je 27 – 32 a pod postranní čárou kolem 50 šupin.

## Výskyt
V Evropě není původní, byl dovezen koncem 19. století ze Severní Ameriky. V ČR se prakticky vyskytuje na všech pstruhových revírech, do nichž byl vysazen. Například Černé jezero na Šumavě.

## Ekologie
Siven americký je rybou obývající čisté, chladné a na kyslík bohaté vody a to jak stojaté tak tekoucí. Je mimořádně odolný vůči tvrdým přírodním podmínkám, vystupuje i do vysoko položených toků (výše než pstruh obecný nebo vranka) a snáší i značně okyselenou vodu s relativně nízkým pH.

## Potrava
Živí se vodním hmyzem, jeho larvami, drobnými rybkami a v menší míře loví měkkýše, korýše a žáby.

## Rozmnožování
Pohlavně dospívá ve stáří 2–3 roků, tření probíhá podle teploty vody v říjnu až listopadu. Samice vyhrabávají v době tření na štěrkovitém dně v proudných místech čistých toků mělké jamky. Vzrostlá samice může vytřít až 7000 jiker. Oplozené jikry jsou pak s využitím proudu pokrývány štěrkem a pískem. Vzácně se kříží se pstruhem potočním, vzniká tzv. tygrovitá ryba, která se dále již nerozmnožuje.

## Význam
Význam sivena amerického je do jisté míry diskutabilní. Ve své domovině je typickým dominantním druhem chladných málo úživných vod, ale v některých oblastech, kde byl vysazen, začíná být vnímán spíše jako nežádoucí invazní druh vytlačující původní druhy ryb.
Na našem území je siven rybou, která pomohla udržet alespoň nějaké zarybnění u toků, kde z důvodu stoupající kyselosti vody vymizel pstruh obecný.
Jde o rybu, která má velmi chutné maso, často oranžově zbarvené.

## Ochrana/rizikovost
Ve své domovině místy až přemnožený druh. V ČR Siven není chráněn a ani nemá dobu hájení při rybolovu.

## Legislativní opatření
Nejmenší lovná délka Sivena amerického je Českým rybářským svazem stanovena na 25 cm.

## Sportovní rybolov
Nejčastěji se loví vláčením (aktivní lov na imitace rybky, hmyzu, larev), nebo muškařením (lov na umělou mušku).